# Flora apícola

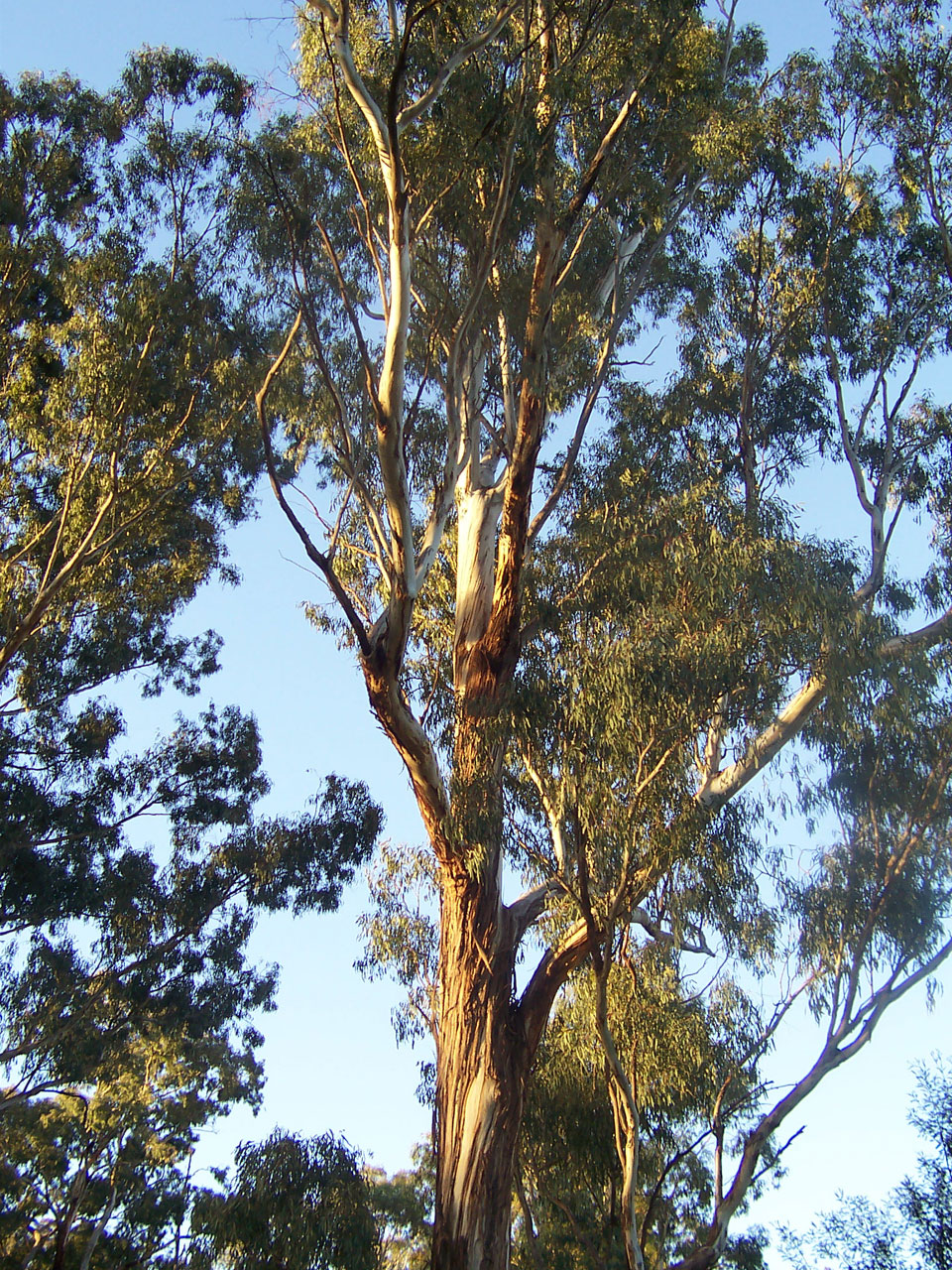
Eucaliptus.

Se denomina flora apícola, flora nectarífera o flora polinífera al conjunto de plantas, arbustos e hierbas que pueblan una determinada región y son de interés económico para la apicultura.

## Importancia económica
La importancia económica de la flora apícola radica en que no todas las especies vegetales son de interés para la apicultura. En virtud que una especie puede ser muy nectífera pero puede tener una baja ponderación en el número de individuos por hectárea, el aprovechamiento que una colmena tiene de la especie vegetal es de baja importancia económica. Otras especies vegetales hacen un gran aporte de polen, pero sus flores entregan poco néctar.
El escalonamiento de la floración también es un factor importante, hay especies vegetales que florecen muy temprano, e incentivan la colmena para que comience a reproducirse y hay especies vegetales que lo hacen sucesivamente a lo largo del año. Si bien la mayoría florece en la estación de primavera y verano.
Los apicultores en el transcurso de generaciones conocen la flora apícola de cada lugar, aprovechando la misma, aún a costa del traslado o transhumancia de sus colmenas, a fines de lograr un escalonamiento de los recursos nectíferos y poliníferos.

## Gradientes térmicos y altitudinales
Dependiendo del país o continente donde se practique la apicultura, el apicultor sabe que debe realizar la transhumancia de colmenas del valle a los prados de montaña. O trasladar al norte o al sur (según el hemisferio) para aprovechar la flora de origen más tropical o subtropical. Conoce perfectamente el calendario o la fenología floral de cada especie vegetal, que desea explotar. Es muy diferente producir mieles en bosques, o mieles de praderas. 
Resulta más simple producir mieles en cultivos difundidos en el mundo por el hombre, en virtud que es factible manejar los ciclos fenológicos de los mismos, y solo cambia la estación de siembra si estamos en un hemisferio o en el otro.

## Especies arbóreas con aptitud melífera

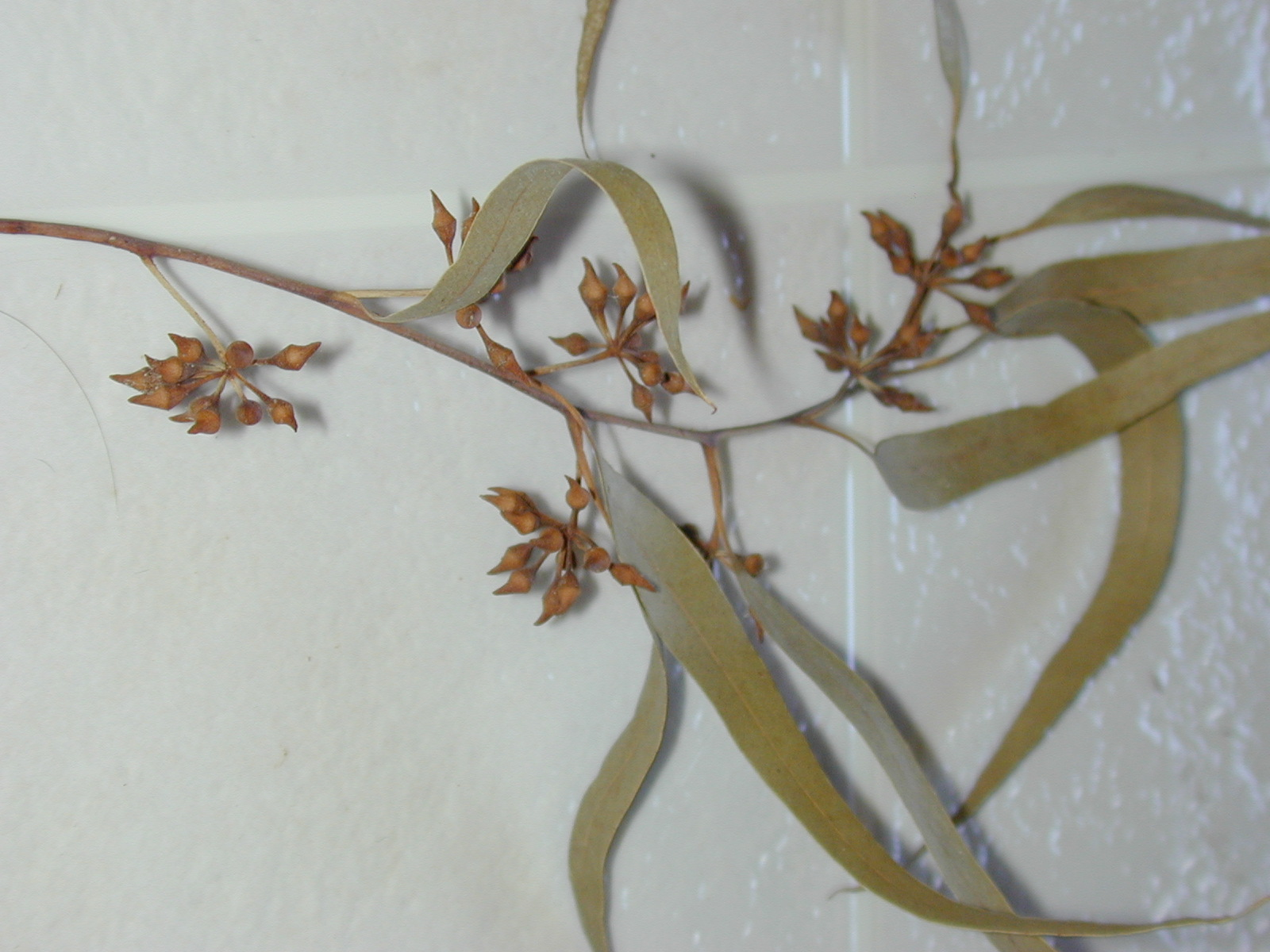
Eucalipto rojo, detalle de hojas y opérculos.

Existen innumerables especies, propias para cada región, pero como ejemplos se cita las más difundidas:
- Eucalyptus: este género tiene cientos de especies, en general todas son muy nectíferas. Hay especies que florecen en verano y otras en invierno (Eucalipto medicinal). Originarias todas de Australia y Nueva Zelandia, no siempre al ser trasladadas aún en el mismo hemisferio el calendario floral es concordante. Dentro de un mismo país, suelen tener diferencias de hasta 60 y 90 días en la floración, siempre refiriéndonos a la misma especie. Son buenos productores de néctar y dependiendo de la especie y el lugar de polen.
- Robinia pseudoacacia
- Sophora japonica
- Tilo
- Avellano
- Madroño
- Almendro
- Manzano
- Cerezo
- Melocotonero
- Encina
- Sauce cabruno
- Cataño de Indias (Aesculus hippocastanum)
- Naranjo amargo (Citrus × aurantium)
- Tipuana
- Árbol del amor (Cercis siliquastrum)
- Ulmo (Eucryphia cordifolia)

## Flora apícola de regiones
- Flora apícola de España
- Flora apícola de Uruguay

## Especies de interés apícola
- Cosmopolitas de cultivo.
  - Adelfa. Nerium oleander L.
  - Malus domestica. Manzano.
  - Eucalipto. Género Eucalyptus.
  - Azalea. Rhododendron
  - Anís (planta) Pimpinella anisum
  - Citrus sinensis. Naranja
  - Citrus reticulata. Mandarina
  - Citrus x limon. Limón
  - Citrus x aurantifolia. Lima.
  - Helianthus annuus. Girasol.
  - Origanum vulgare. Orégano
  - Origanum majorana. Mejorana
  - Thymus vulgaris. Tomillo
  - Lavandula angustifolia. Lavanda
  - Salvia rosmarinus. Romero
  - ciruelo. Hay varias especies
  - cerezo. Hay varias especies
  - Prunus persica. duraznero

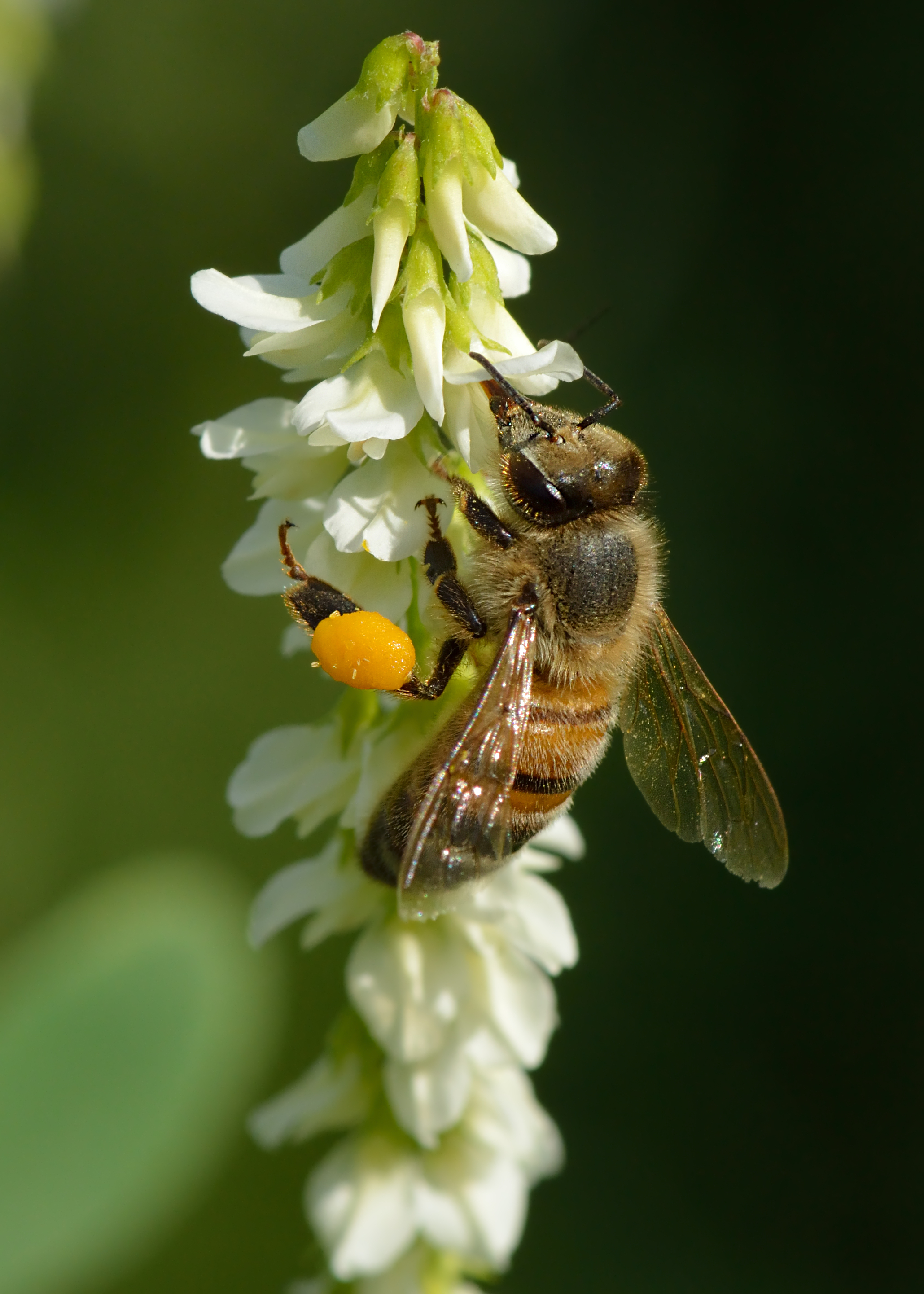
Melilotus albus

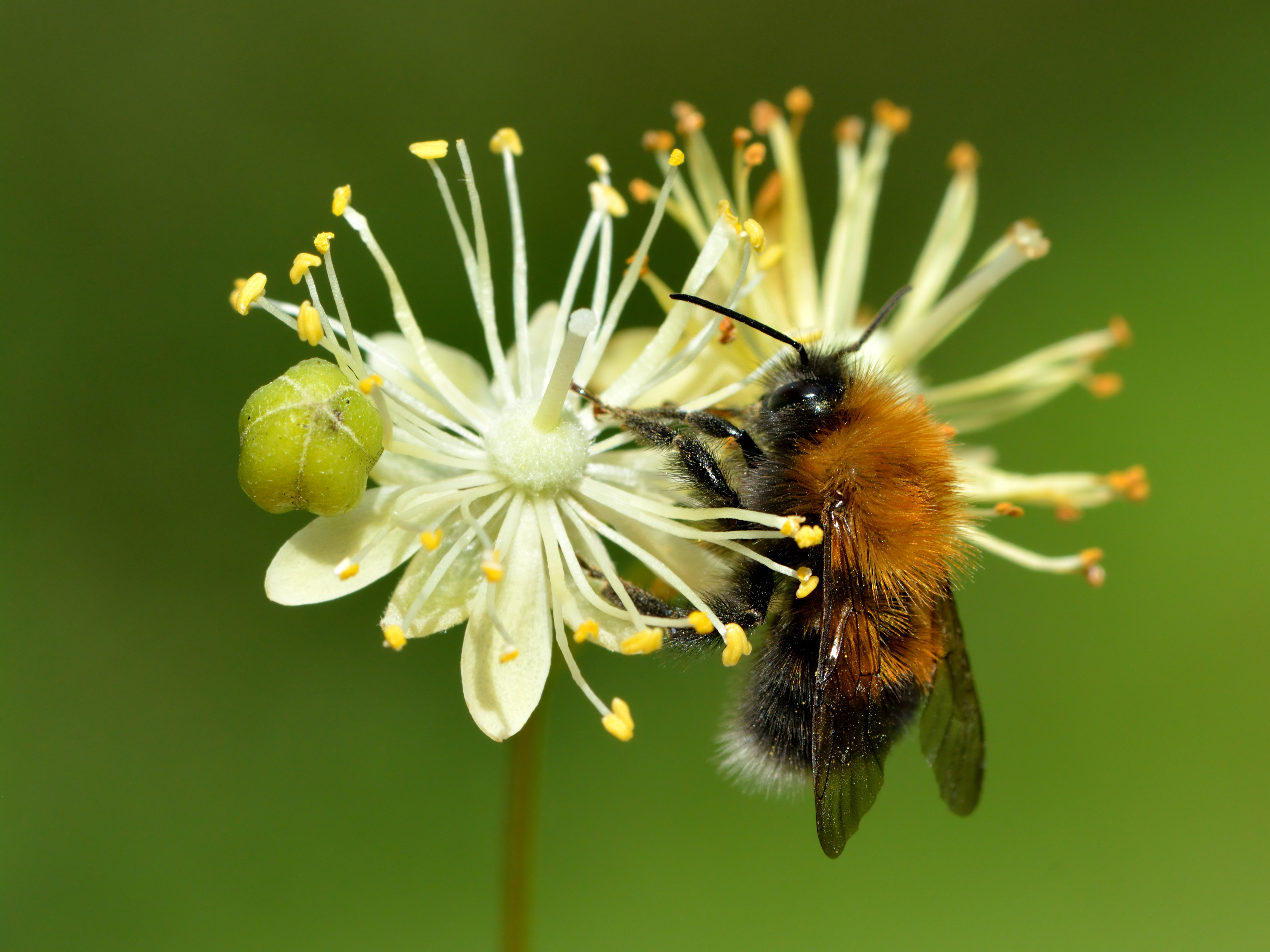
Tilia cordata

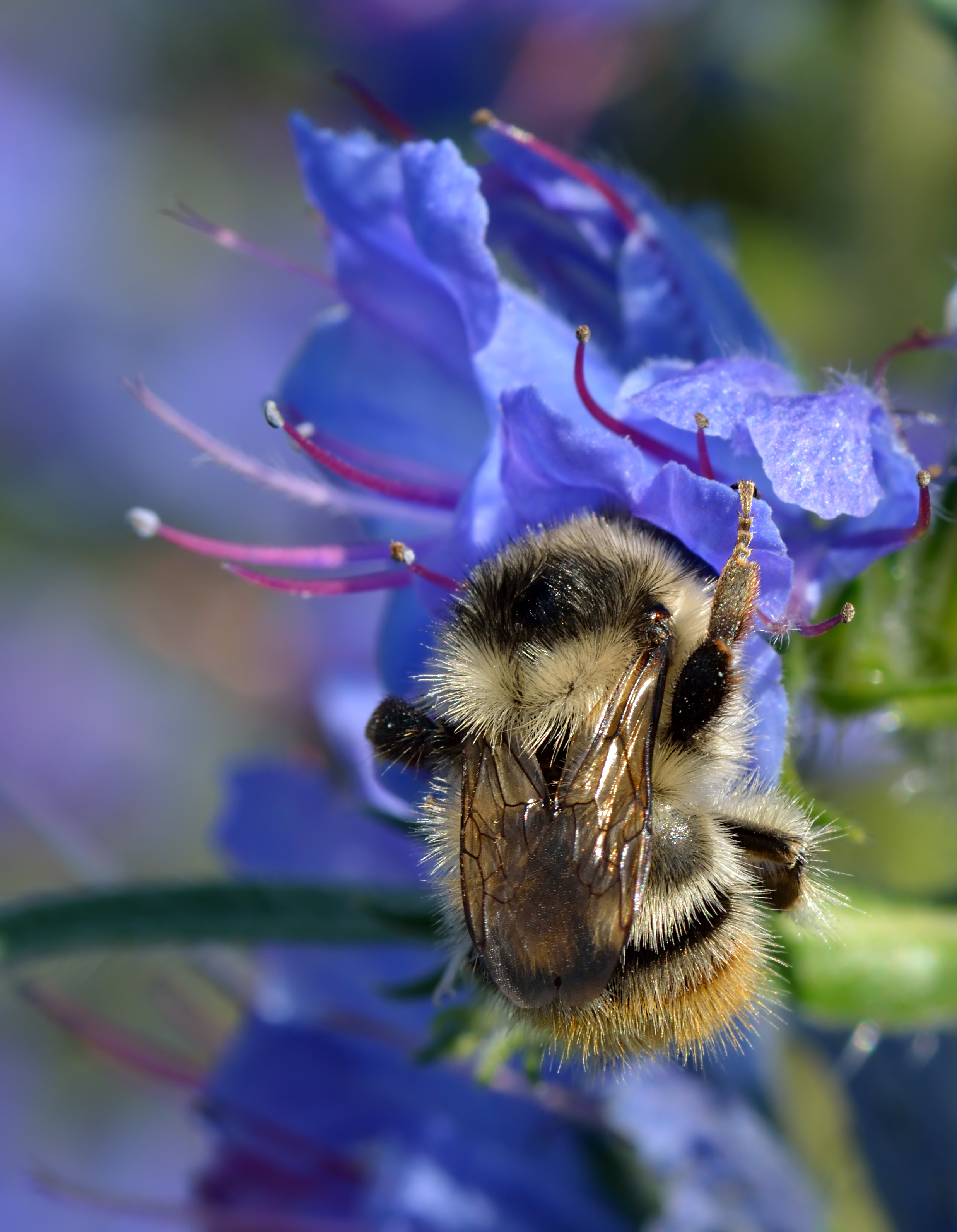
Echium vulgare

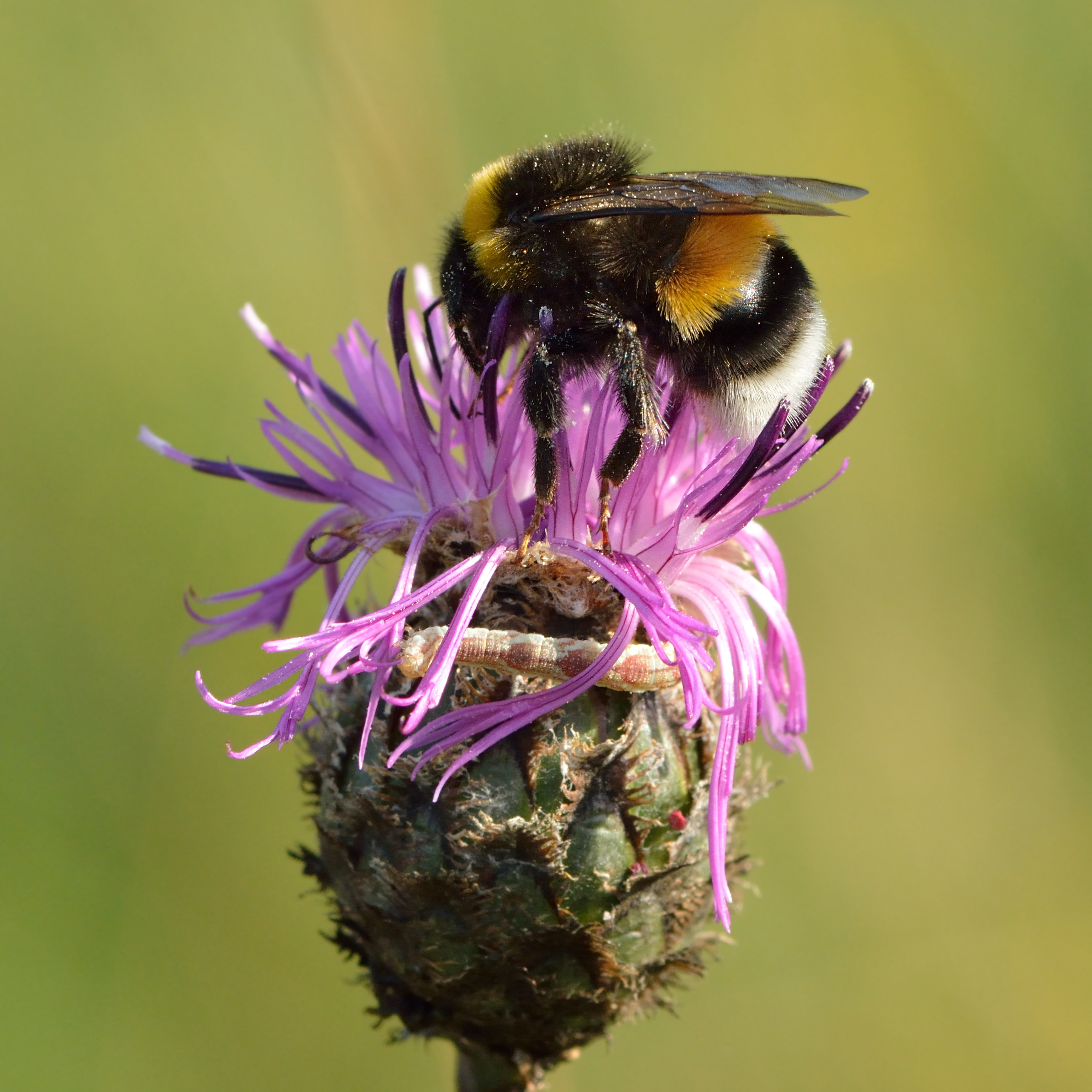
Centaurea scabiosa

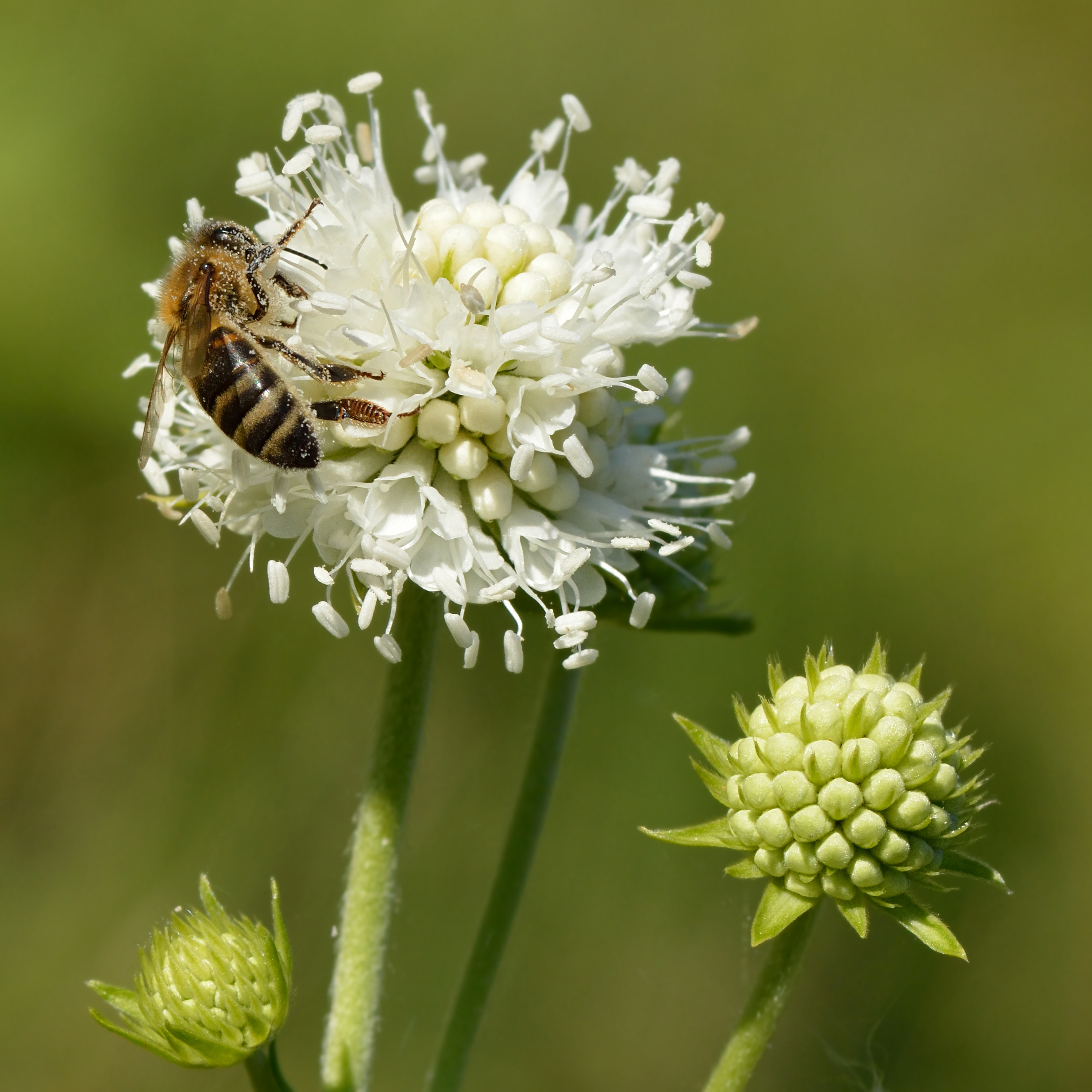
Succisa pratensis

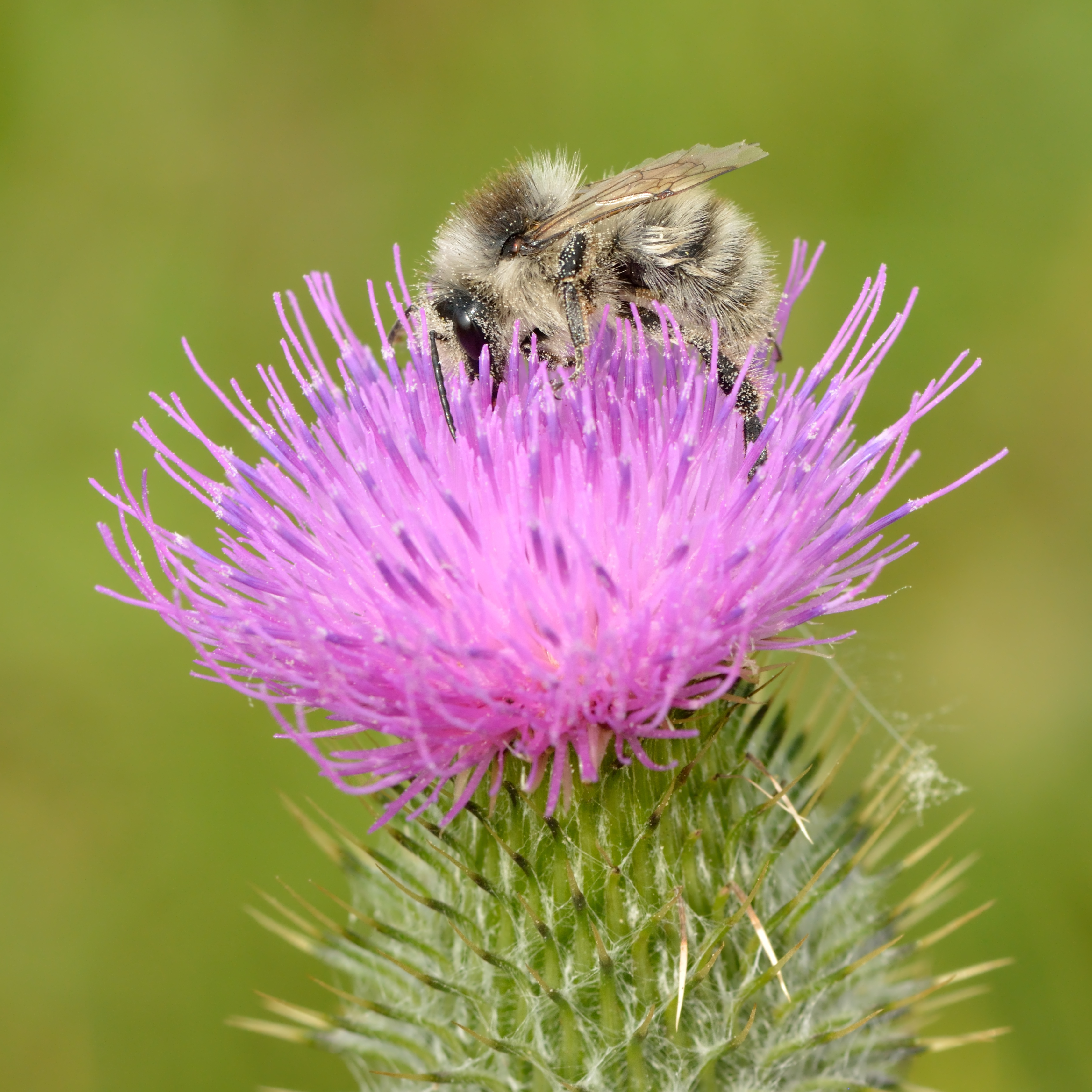
Cirsium vulgare

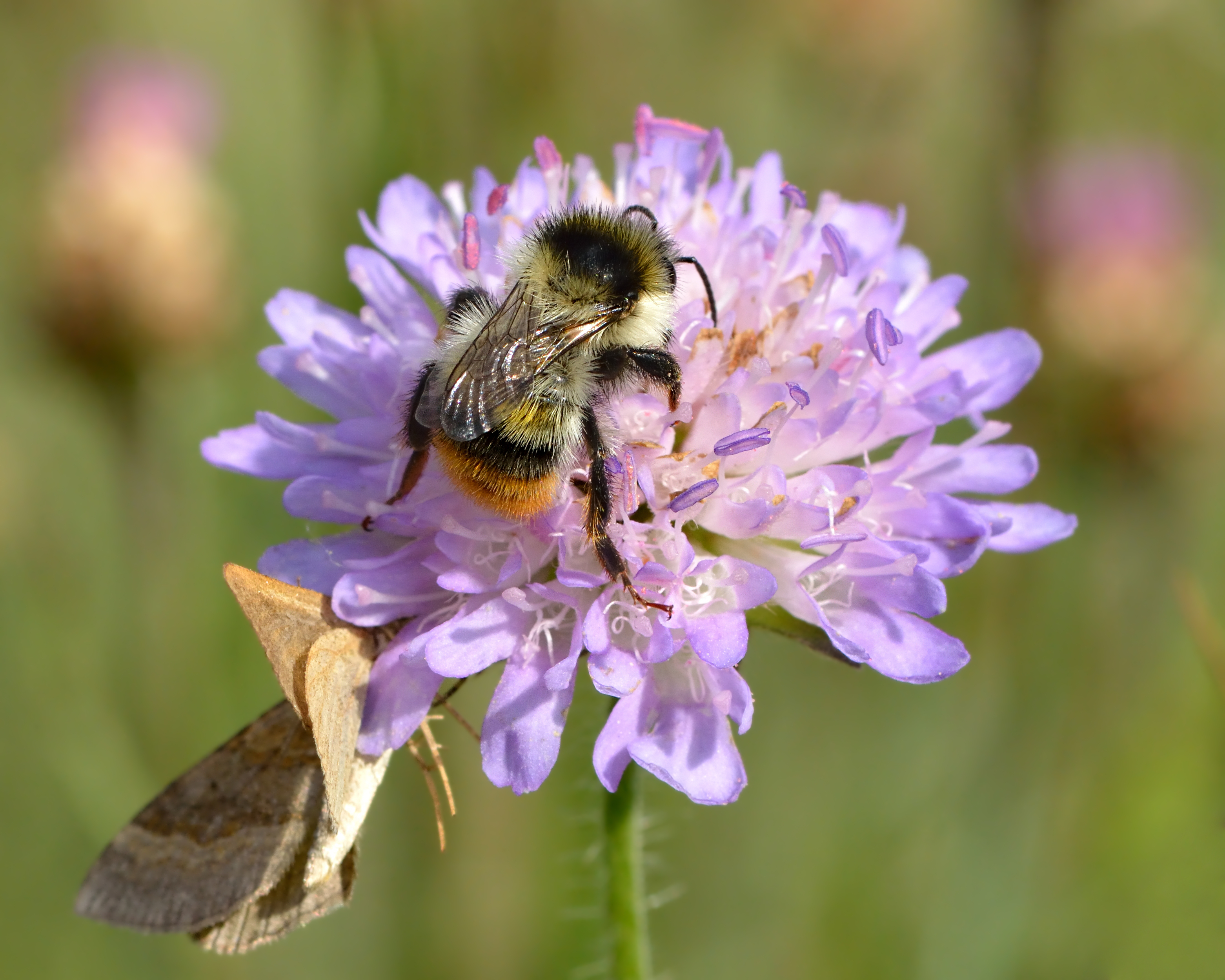
Knautia arvensis

  - Prunus armeniaca. damasco o albaricoque
  - Prunus dulcis. almendro
  - Rubus ulmifolius. Zarzamora.
  - Quercus ilex. Encina.
  - Ulmus minor. Olmo.
  - Lavandula angustifolia. Lavanda común.
  - Lavandula spica. Espliego.
  - Lavandula stoechas. Cantueso.
  - Taraxacum officinale. Diente de león
  - Vicia faba. Haba
  - Cucurbita. Zapallo

- Yucatán, México.
  - Tajonal

- Centroamérica.
  - Vanilla. Vainilla

- Sudamérica
  - Chirimoya. Annona cherimola
  - Coryanthes.
  - Magnolia. Magnolia grandiflora
  - Vicia faba. Haba o habichuela

- Bosque Andino Patagónico
  - Ugni molinae murta o murtilla.

- América del Norte
  - Tulípero. Liriodendron
  - Acer (botánica). Arce

- Isla Tenerife.
  - Arrebol tajinaste. Echium simplex
  - Echium virescens.
- Islas Canarias.
  - Senecio Kleinia Senecio kleinia
  - Echium wildpretii. Tajinaste rojo

- Europa
  - Hepatica.
  - Jara. Géneros Cistus y Halimium
  - Viborera. Echium vulgare.
  - Centaurea. Centaurea cyanus
  - Arctostaphylos uva-ursi.
  - Nerium oleander. Adelfa
  - Mentha pulegium. Menta Poleo.
  - Mentha spicata. Yerbabuena.

- Mieles tóxicas
  - Rhododendron. Azalea